# Сильва, Луис
Луис Сауль Сильва Лопес (англ. и исп. Luis Saúl Silva López, род. 10 декабря 1988, Оахака, Мексика) — мексикано-американский футболист, полузащитник.

## Карьера

### Молодёжная карьера
Сильва родился в мексиканском штате Оахака, но в раннем возрасте переехал в Лос-Анджелес. Провёл два года в молодёжном любительском клубе «Патеадорес», также два года в молодёжном составе клуба «Чивас США». Учился в школе Салезиан в Лос-Анджелесе. Также играл в клубе «Санта-Барбара Гаучос» из Калифорнийского университета в Санта-Барбаре, где был неоднократно назван лучшим игроком и включён в список лучших в Конференции Большого Запада. В последнем году обучения в университете забил 17 голов и сделал 10 результативных передач, за что был номинирован на премию Hermann Trophy — приз лучшему игроку студенческого футбола в США.

### Клубная карьера
Во время обучения в университете Сильва также играл в клубе «Ориндж Каунти Блю Стар» из Лиги PDL, где играли его товарищи из «Санта-Барбара Гаучос» Чарли Петтис и Кристиан Рамирес. В составе клуба Сильва забил 5 голов и сделал 2 результативные передачи в 10 матчах.
В 2012 году Сильва был задрафтован четвёртым номером в первом раунде Супердрафта MLS канадским клубом «Торонто». Дебютировал в клубе 7 марта, забив гол в ворота «Лос-Анджелес Гэлакси» в четвертьфинале Лиги чемпионов КОНКАКАФ. Свой первый гол в чемпионате Сильва забил 11 июля в матче против клуба «Ванкувер Уайткэпс», игра закончилась домашней победой со счётом 3:2. Через три дня Сильва забил единственный и победный гол в выездном матче против «Нью-Инглэнд Революшн».
9 июля 2013 года Сильва перебрался из Канады в американский клуб «Ди Си Юнайтед» в обмен на распределительные средства. Дебютировал 20 июля в матче против «Чикаго Файр», где забил гол с 27 метров. Игра закончилась со счётом 4:1 в пользу «Чикаго Файр». 11 июня 2014 года в гостевом матче против «Монреаль Импакт» Сильва оформил хет-трик на «Стад Сапуто». Матч закончился победой «чёрно-красных» со счётом 2:4.
16 июля 2015 года Сильва был обменян в «Реал Солт-Лейк» на Альваро Саборио. За РСЛ Сильва дебютировал 1 августа в матче против своей бывшей команды «Ди Си Юнайтед», заменив на 82-й минуте Девона Сандоваля.
В начале 2016 года Сильва перешёл в клуб чемпионата Мексики «УАНЛ Тигрес». Его дебют за новую команду состоялся 17 августа 2016 года в матче Лиги чемпионов КОНКАКАФ против коста-риканского «Эредиано».
В начале 2017 года Сильва вернулся в «Реал Солт-Лейк». 22 июля 2017 года в матче против «Спортинга Канзас-Сити» он забил свой первый гол за РСЛ, это была его 29-я игра в составе клуба. По окончании сезона 2018 «Реал Солт-Лейк» не стал продлевать контракт с Сильвой.
6 марта 2019 года Сильва присоединился к клубу чемпионата Финляндии «Хонка», подписав однолетний контракт с опцией продления ещё на один год. За клуб из Эспоо дебютировал 30 марта в матче четвертьфинала Кубка Финляндии против «Ильвеса». В Вейккауслиге дебютировал 7 апреля в матче против РоПСа. Свой первый гол за «Хонку» забил 27 мая в ворота «Лахти».
8 августа 2019 года Сильва вернулся в MLS, подписав контракт с «Сиэтл Саундерс». За «Саундерс» дебютировал 14 августа в матче против «Реал Солт-Лейк». В составе «Сиэтл Саундерс» Сильва стал обладателем Кубка MLS 2019, но после завершения чемпионского сезона клуб не продлил контракт с игроком.

## Статистика
| Клуб             | Клуб             | Клуб             | Лига | Лига | Кубок              | Кубок              | Плей-офф     | Плей-офф     | Континентальные  | Континентальные  | Всего | Всего |
| Клуб             | Лига             | Сезон            | Игры | Голы | Игры               | Голы               | Игры         | Голы         | Игры             | Голы             | Игры  | Голы  |
| Канада           | Канада           | Канада           | Лига | Лига | Первенство Канады  | Первенство Канады  | Плей-офф MLS | Плей-офф MLS | Северная Америка | Северная Америка | Всего | Всего |
| ---------------- | ---------------- | ---------------- | ---- | ---- | ------------------ | ------------------ | ------------ | ------------ | ---------------- | ---------------- | ----- | ----- |
| Торонто          | MLS              | 2012             | 30   | 5    | 2                  | 0                  | -            | -            | 7                | 2                | 39    | 7     |
| Торонто          | MLS              | 2013             | 14   | 0    | 2                  | 0                  | -            | -            | -                | -                | 16    | 0     |
| США              | США              | США              | Лига | Лига | Открытый кубок США | Открытый кубок США | Плей-офф MLS | Плей-офф MLS | Северная Америка | Северная Америка | Всего | Всего |
| Ди Си Юнайтед    | MLS              | 2013             | 13   | 3    | 2                  | 0                  | -            | -            | -                | -                | 15    | 3     |
| Ди Си Юнайтед    | MLS              | 2014             | 27   | 11   | 0                  | 0                  | 0            | 0            | 1                | 0                | 28    | 11    |
| Ди Си Юнайтед    | MLS              | 2015             | 14   | 1    | 2                  | 0                  | -            | -            | -                | -                | 16    | 1     |
| Реал Солт-Лейк   | MLS              | 2015             | 10   | 0    | 0                  | 0                  | -            | -            | 1                | 0                | 11    | 0     |
| Мексика          | Мексика          | Мексика          | Лига | Лига | Копа MX            | Копа MX            | Лигилья      | Лигилья      | Северная Америка | Северная Америка | Всего | Всего |
| УАНЛ Тигрес      | Лига MX          | 2016/17          | 0    | 0    | 0                  | 0                  | -            | -            | 2                | 0                | 2     | 0     |
| США              | США              | США              | Лига | Лига | Открытый кубок США | Открытый кубок США | Плей-офф MLS | Плей-офф MLS | Северная Америка | Северная Америка | Всего | Всего |
| Реал Солт-Лейк   | MLS              | 2017             | 30   | 7    | 0                  | 0                  | -            | -            | -                | -                | 30    | 7     |
| Реал Солт-Лейк   | MLS              | 2018             | 19   | 5    | 1                  | 0                  | 1            | 0            | -                | -                | 21    | 5     |
| Финляндия        | Финляндия        | Финляндия        | Лига | Лига | Финский кубок      | Финский кубок      |              |              | Еврокубки        | Еврокубки        | Всего | Всего |
| Хонка            | Вейккауслига     | 2019             | 13   | 3    | 1                  | 0                  |              |              | -                | -                | 14    | 3     |
| США              | США              | США              | Лига | Лига | Открытый кубок США | Открытый кубок США | Плей-офф MLS | Плей-офф MLS | Северная Америка | Северная Америка | Всего | Всего |
| Сиэтл Саундерс   | MLS              | 2019             | 5    | 0    | -                  | -                  | 1            | 0            | -                | -                | 6     | 0     |
| Всего за карьеру | Всего за карьеру | Всего за карьеру | 175  | 35   | 10                 | 0                  | 2            | 0            | 11               | 2                | 198   | 37    |

## Достижения
Торонто
- Победитель Первенства Канады: 2012

 Ди Си Юнайтед
- Обладатель Открытого кубка США: 2013

 УАНЛ Тигрес
- Чемпион Мексики: 2016 (А)

 Сиэтл Саундерс
- Чемпион MLS (обладатель Кубка MLS): 2019